# Julaftonsnatt
Julaftonsnatt (engelsk originaltitel The Night Before Christmas) är den tredje filmen i kortfilmserien om Tom och Jerry. Den premiärvisades på amerikanska biografer den 6 december 1941 och har en längd på 8 minuter och 19 sekunder.

## Handling
Jerry undersöker julklapparna under julgranen. Han misstar den sovande Tom för en mjukisleksak; katten vaknar och jakten är igång.

## Musik i filmen
- Deck the Halls, framförd av studiokör
- The First Noel, framförd av studiokör
- Jingle Bells, skriven av James Lord Pierpont, framförd av studioorkester
- Silent Night, Holy Night, musik av Franz Gruber, text av Joseph Mohr, framförd av studiokör
- It Came Upon the Midnight Clear, musik av Richard Storrs Willis, text av Edmund Hamilton Sears, framförd av studiokör med specialtext